# Kusacz cynamonowy
Kusacz cynamonowy (Crypturellus cinnamomeus) – gatunek średniej wielkości ptaka z rodziny kusaczy (Tinamidae), zamieszkujący Meksyk i Amerykę Centralną. Nie jest zagrożony wyginięciem.

## Zasięg występowania, środowisko
Występuje powszechnie w nizinnych wilgotnych lasach w podzwrotnikowych i tropikalnych regionach położonych na wysokości do 1850 m n.p.m. Ptak jest również spotykany w suchych siedliskach leśnych. Występuje na terenach od Sinaloa (przybrzeżny pas, zachodni Meksyk), gdzie znajduje się najbardziej wysunięte na północ pasmo jego występowania, przez południowy Meksyk i Meksyk wschodni (Zatoka Meksykańska, ale nie centralny Meksyk), po północno-zachodnią Kostarykę. Szacunkowy rozmiar obszaru występowania kusacza cynamonowego wynosi 1,47 miliona km².
Kusacz cynamonowy występuje w zależności od podgatunku:
- kusacz meksykański[12] (Crypturellus cinnamomeus occidentalis) – zachodnie wybrzeże Meksyku.
- Crypturellus cinnamomeus mexicanus – północno-wschodni Meksyk.
- Crypturellus cinnamomeus soconuscensis – centralne Chiapas.
- Crypturellus cinnamomeus vicinior – od północnego Chiapas po centralny Honduras.
- Crypturellus cinnamomeus sallaei – południowy Meksyk.
- Crypturellus cinnamomeus goldmani – południowo-wschodni Meksyk i północne Belize.
- kusacz cynamonowy[12] (Crypturellus cinnamomeus cinnamomeus) – od Salwadoru po Nikaraguę.
- Crypturellus cinnamomeus delattrii – Nikaragua.
- Crypturellus cinnamomeus praepes – północno-zachodnia Kostaryka.

## Charakterystyka

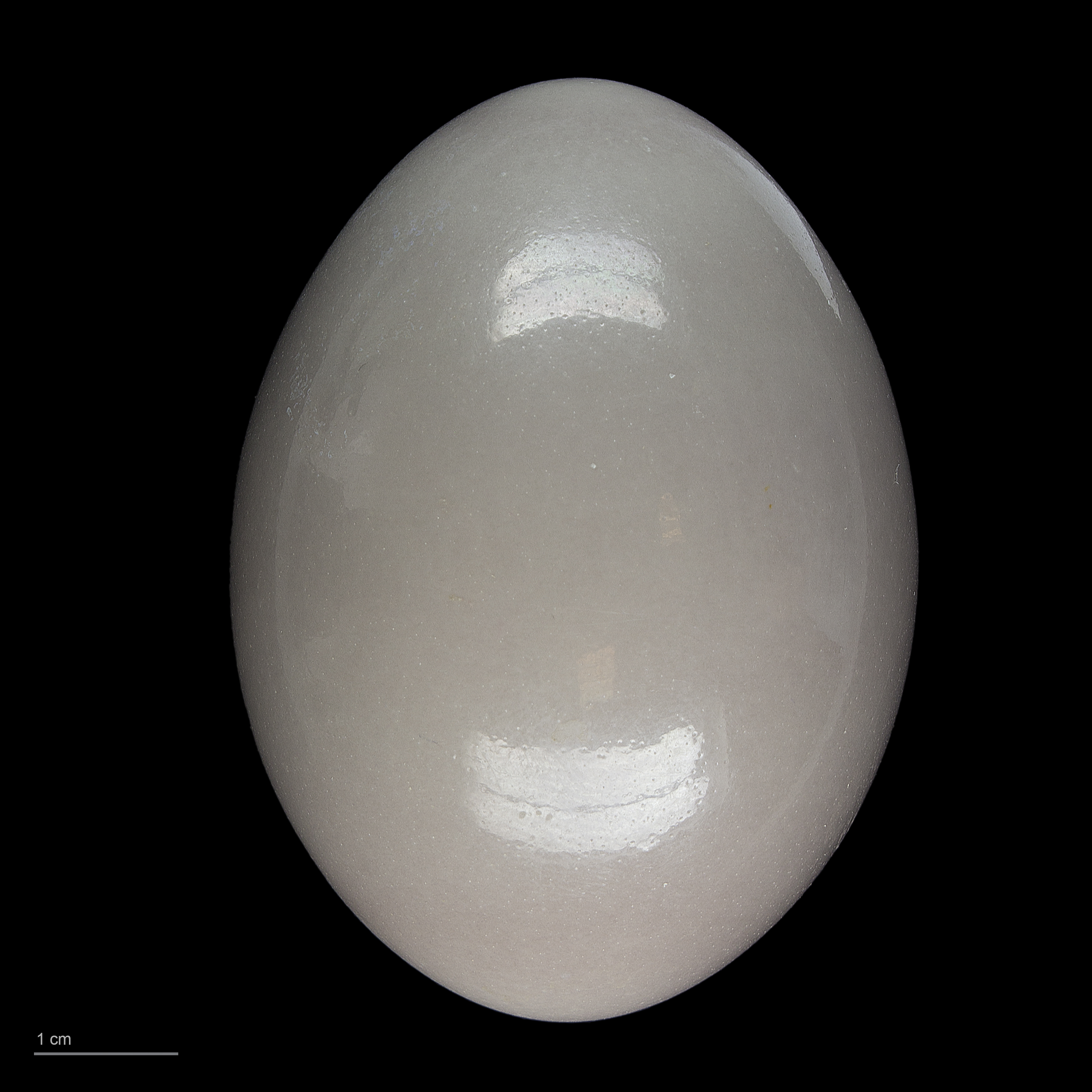
Jajo z kolekcji muzealnej

Kusacz cynamonowy mierzy około 25–30 cm; masa ciała samic 401–445 g, samców 402,4–448 g. Upierzenie ma brązowe, czarne z tyłu, na kuprze i skrzydłach. Dolne części ciała są bladobrązowe, pierś jest barwy cynamonowej (skąd wzięła się polska nazwa gatunku), brzuch szarej. Górne części ciała są nieco bielsze. Głowa barwy brązowej ze znacznie wyróżniającymi się płowymi pręgami. Wyraźnie widoczna łata w miejscu, gdzie położone jest ucho, dziób brązowawy, nogi barwy czerwonej. Gatunek wydaje gwiżdżący odgłos whoo-oo.

## Status
Międzynarodowa Unia Ochrony Przyrody (IUCN) uznaje kusacza cynamonowego za gatunek najmniejszej troski (LC – Least Concern). Od 2014 roku za osobny gatunek uznaje kusacza meksykańskiego i również zalicza go do kategorii najmniejszej troski. Przypuszcza się, że trend liczebności populacji obu tych taksonów jest malejący ze względu na niszczenie i defragmentację siedlisk.